# E. O. 威尔逊
愛德華·奧斯本·威尔逊（英語：Edward Osborne Wilson，1929年6月10日—2021年12月26日），美国昆虫学家、博物学家和生物学家。他尤其以他对生态学、演化生物學和社会生物学的研究而著名。被称为“达尔文的天然继承人”、“社会生物学之父”和“生物多样性之父”。他的主题研究对象是蚂蚁，尤其是蚂蚁通过費洛蒙进行通讯。

## 生平
威尔逊从小就对鸟类和昆虫感兴趣，但因一次钓鱼事故造成右眼视力受损，无法远视，自此更专注于昆虫。他9岁左右开始对蚂蚁兴趣, 在18岁时决定将其作为毕生事业。
1947年，他在阿拉巴马州塔斯卡卢萨发现了他的第一个蚂蚁新种——塔斯卡卢萨细胸蚁（Leptothorax tuscaloosae），1951年发表了他的第一篇论文描述该新种。
1953年, 哈佛大学资助了他在古巴和墨西哥的科学考察。1954年11月24日, 威尔逊离开波士顿去南太平洋的新几内亚群岛采集蚂蚁标本。12月, 先在斐济的维提拉武岛采集了几种蚂蚁标本后，又在美拉尼西亚群岛最南端的新喀里多尼亚发现了新的蚂蚁物种。1955年1月初, 威尔逊在新赫布里底群岛研究蚂蚁。3月, 又到新几内亚布朗河谷和苏加利高原的雨林中研究蚂蚁。完成新几内亚群岛考察后, 他在澳洲昆士兰雨林继续调查了一周。
1955年，他以蚂蚁研究的博士论文在哈佛大学获得了昆虫学博士学位。
1960年代，威尔逊和羅伯特·麥克阿瑟用實驗證明島嶼的面積和陸地的距離是島上的生物物種數的主要決定因子，從而建立了島嶼生態地理學。
1979年威尔逊加入彼得·雷文(Peter Raven)、贾雷德·戴蒙德(Jared Diamond)、保罗·埃利希(Paul Ehrlich)等人共同发起的国家研究委员会 (National Research Council), 专门研讨热带生物学研究的优先顺序。不久他又加入WWF美国分会的顾问团, 参与了新环境主义的构想。
1985年, 威尔逊在美国国家科学院的刊物上发表文章《生物多样性的危机——科学面对的挑战》(The Biological Diversity Crisis: A Challenge to Science)，首次提出生物多样性这个概念。
此后威尔逊参与创立了国际保护生物学学会，又成为了大自然保护协会、保护国际的理事。2005年又创立了一家以自己名字命名的生物多样性保护基金会——E. O. 威尔逊生物多样性基金会（E. O. Wilson Biodiversity Foundation）。
2016年,威尔逊出版了著作《半个地球》(Half Earth), 随后又创立了一个全新的同名保护计划Half Earth Project。这个计划尝试以保护地球上一半的陆地和海洋栖息地为目标, 来应对日益严重的生物多样性丧失威胁。
威尔森于1996年从哈佛大学退休。生前他和他的妻子艾琳在美国麻省列克星敦市居住。

## 學術貢獻
威尔逊的成就获得了许多奖励，其中包括美国国家科学奖章、克拉福德奖和两次普利策奖。

### 蚂蚁研究
威尔逊一生共发表蚂蚁分类学论著35篇，描述了1个新亚科、7个新属、1个新亚属和429个新种。1950-1960年, 他发表了一系列关于美拉尼西亚和波利尼西亚蚂蚁的论文, 填补了两地蚂蚁多样性研究的空白，并提出了生物类群循环理论。1991年, 他与德国昆虫学家伯特·霍尔多布勒合著的《The Ants》获颁普立茲非小說獎。为了纪念他在蚂蚁研究上的贡献, 先后有1属和21种蚂蚁以他的名字命名。

### 岛屿生物地理学
1963年，威尔逊与生态学家罗伯特·麦克阿瑟在《Evolution》期刊首次发表了岛屿生物地理学理论，1967年两人又出版了《The Theory of Island Biogeography》一书进行了系统论述。

### 社会生物学
威尔逊认为，保存基因，而不是保存生物，是演化的目标（理查德·道金斯后来在他的《自私的基因》中更加详细地阐明了这个观点），他还研究了全新世滅絕事件（20世纪的生物集群灭绝），和这个灭绝与现代社会之间的关系。
他说：“假如你砍掉一座森林，尤其是一座古老的原始森林，你不仅仅是除掉了许多大树和一些在树冠上飞翔的鸟。你完整地消灭了数平方英里内的许多物种，有可能上万种物种。许多这些物种我们还根本不知道。至今为止科学对许多物种，比如真菌、微生物和许多昆虫，在生态系统中所起的无疑非常重要的作用还不很清楚。”他还说：“我们必须放弃我们现在的一种迷信：我们只要在哪里保存一小部分老的生态环境我们就可以在其它地方幹我们所想幹的任何事。这是一个非常危险和错误的见解。”
威尔逊提出的社会生物学认为包括人類在內的动物的社會行为可以从演化论的观点来解释，並且社會行為是透過基因遺傳的。

## 爭議
威尔逊提出的社会生物学引起了20世纪末最大的一场科学上的争论。一些批评家訴責威尔逊为种族歧视提供理由，威尔逊为此甚至被打。但威尔逊本人并没有打算将“最佳者生存”的概念扩展到人类社会上来支持所谓的社会达尔文主义。威尔逊本人的理论是科学的，不是道德的，许多他的批评者没有认识到这一点。许多他的哈佛同事坚决反对他的理论。这场争论的一个好结果是他1981年写的《基因、理智和文化：共演化过程》。这部书本身有许多数学。今天共演化已经成为现代科学和人类学的一个前锋词汇。
2010年马丁·A·诺瓦克、柯里娜·塔尼塔（Corina Tarnita）和威尔逊在在《自然》期刊上共同發表了一篇學術論文，稱親緣選擇理論無法解釋生物的真社會性行為，引發學界強力反彈，在科普界大力倡導親緣選擇的理查德·道金斯也公開與威尔逊交火。
2013年威尔逊在華爾街日報上投稿一篇文章，節選自其著作《給青年科學家的信》，稱科學研究不需要數學，重要的是創新的想法，甚至說包括他自己在內的許多世界上最頂尖的科學家都不懂數學。加州大學柏克萊分校的數學教授爱德华·法蘭克爾（Edward Frenkel）隨即著文反駁，說數學在任何領域都有用。

## 知名著作
- 《論人性》，On Human Nature，1978年
- 《給青年科學家的信》，Letters to a Young Scientist，2013年
- 《社會生物學：新的综合》，Sociobiology: The New Synthesis，1975年
- 《创世记：从细胞到文明，社会的深层起源》，Genesis: The Deep Origin of Societies，2019年
- 《蚂蚁的社会：群体合作创造超文明》，The Leafcutter Ants: Civilization by Instinct，2011年，与伯特·霍尔多布勒合著